# Мікаель Якобсен
Мікаель Якобсен (дан. Michael Jakobsen, нар. 2 січня 1986, Копенгаген) — данський футболіст, захисник австралійського клубу «Аделаїда Юнайтед».
Виступав, зокрема, за клуб «Ольборг», а також національну збірну Данії.
Дворазовий чемпіон Данії.

## Клубна кар'єра
У дорослому футболі дебютував 2002 року виступами за команду «Б 93», в якій провів один сезон. 
Протягом 2003—2005 років захищав кольори клубу ПСВ.
Своєю грою за останню команду привернув увагу представників тренерського штабу клубу «Ольборг», до складу якого приєднався 2005 року. Відіграв за команду з Ольборга наступні п'ять сезонів своєї ігрової кар'єри. Більшість часу, проведеного у складі «Ольборга», був основним гравцем захисту команди.
Згодом з 2010 по 2018 рік грав у складі команд «Альмерія», «Копенгаген», «Норшелланн», «Есб'єрг», «Ліллестрем» та «Мельбурн Сіті».
До складу клубу «Аделаїда Юнайтед» приєднався 2018 року. Станом на 12 червня 2022 року відіграв за команду з Аделаїди 85 матчів в національному чемпіонаті.

## Виступи за збірні
У 2001 році дебютував у складі юнацької збірної Данії (U-16), загалом на юнацькому рівні взяв участь у 41 іграх, відзначившись 6 забитими голами.
Протягом 2005–2008 років залучався до складу молодіжної збірної Данії. На молодіжному рівні зіграв у 31 офіційному матчі, забив 4 голи.
У 2009 році дебютував в офіційних матчах у складі національної збірної Данії.

## Титули і досягнення
- Чемпіон Данії (2):

«Ольборг»: 2007-2008
«Копенгаген»: 2012-2013